# 国立中山大学西迁
国立中山大学西迁，又称国立中山大学内迁，是指1938年至1945年间国立中山大学从广州迁往云南、后又迁往粤北山区继续办学的历史。

## 背景
自1937年7月卢沟桥事变后，日军就开始以空袭的方式轰炸中国重要科研机构。仅1937年8月至1938年5月间，国立中山大学遭受到日军机轰炸10余次，部分校舍被毁，设施资料损失严重，导致学校一度停课。中大文学院、法学院、理学院被迫迁入附属中学上课。因此，1937年12月17日，中大校长邹鲁即致电国民政府教育部，要求转移重要仪器和图书。
1938年10月21日广州沦陷前夕，中大奉国民政府令紧急撤离，开始向西部迁移。

## 过程

### 西迁云南
1938年10月19日、20日、21日，国立中山大学师生、员工分批从广州撤离。当时广东有后方两地，一为粤西的罗定，一为粤北的曲江。由于日军已经进入湖南，而粤北曲江与湖南接壤，为了稳妥起见，中大选择迁往广东西部的罗定县。至10月底，全部师生抵达罗定。
然而，国民政府教育部电令中大，称罗定“汇款不便，另觅桂、滇两省迁校”。于是，中大又择定广西龙州县为校址。但在准备启程时，又接教育部电知“日敌谋在北海登陆，接近龙州，应迅迁滇省”。校长邹鲁向居住于云南昆明的原法学院院长邓孝慈发电报商讨迁校意见，最终决定将国立中山大学迁往云南中部的澄江县办学。因此，国立中山大学部分师生于1938年12月1日离开罗定，溯西江而上。1939年1月7日，该部师生抵达广西梧州；19日，抵达龙州；2月6日，自龙州出镇南关，至越南河内乘滇越铁路前往云南澄江。此外，另有数批师生徒步经贵州贵阳转昆明，或经广西百色入云南。自香港起程的师生，则乘海轮至越南海防登陆，再经河内到昆明，共15批，750人。
1939年2月下旬，中大师生陆续到达云南澄江。3月1日，国立中山大学在澄江恢复教学。

### 内迁粤北
1940年（民國29年）7月，滇南百物昂贵，加之日军控制法属印度支那，云南局势逐渐恶化；而此时，粤北山区局势较为稳定，广东省政府和众多机构也已经迁至于此，并且临近粤汉铁路贯穿其间，便于学生前来入学。因此，国立中山大学于1940年9月决定迁至粤北乐昌县坪石镇。9月22日，师生员工从澄江启程，横跨滇、黔、桂、湘、粤五省，于10月16日抵达坪石镇，各学院分散在各村办学。

### 再迁梅县
1945年（民國34年）1月16日，日军在湘粤赣战役中佔領湘南宜章县，坪石陷入被包围之势。事出仓促，中大师生紧急疏散，一部分师生由校长金曾澄率领，经仁化縣向东行赴龍川縣，择定东江之畔的梅县为校本部；另一部分由总务长何春帆率领，循连坪公路向西，抵连县三江镇，成立國立中山大学连县分教处。
1945年（民國34年）8月15日，日本宣布投降。國立中山大学师生开始陆续从粤北各地返回广州，1946年（民國35年）1月，國立中山大学正式在廣州舊址复校，各学院先后开课。

## 办学情况

### 罗定时期
1938年10月，全部人员和物资抵达广东西部的罗定县后，国立中山大学开始复课。办学情况如下：
| 机构                             | 地址                                                               |
| -------------------------------- | ------------------------------------------------------------------ |
| 总办事处（含校长邹鲁办公室）     | 罗定城北牖明学校（邹鲁居住在牖明学校门前的云龙书院）               |
| 文学院、师范学院、研究院、图书馆 | 罗镜镇泷水中学、城隍庙                                             |
| 理学院、工学院                   | 大湾镇（属郁南县）                                                 |
| 农学院、医学院、法学院           | 分设罗定城内，临时校舍中有罗定学宫、罗定中学一部分、原民众书院等地 |
| 附属中学                         | 河对岸文塔下原塔溪乡                                               |

自1938年10月抵达，至1938年底撤离，国立中山大学在罗定办学共计约2个月。

### 澄江时期
1939年3月1日，国立中山大学在云南中部的澄江县正式复课。办学情况如下：

#### 校址
国立中山大学在澄江时期共设文、法、理、工、农、医、师范7个学院，并设有一个综合研究院。各学院极为分散，分设于澄江县的各个村寨，以寺庙、祠堂当教室。师生员工跋山涉水，往返穿梭于各村寨之间上课或做实验，最远者多达20余里。
| 机构     | 地址 |
| -------- | --- |
| 文学院   | 分设于澄江城内外。在城内，设于文庙、凤麓小学男子部和女子部、玉观楼及观音阁5处；在城外，设于斗母阁与翠竹庵两处 |
| 理学院   | 分设在东浦乡、大仁庄、东山村、东龙潭等9处                                                                     |
| 工学院   | 分设于澄江城外金莲乡、梅玉村、中所乡、计院舍等9处，另租民房作为教授及女生宿舍                                 |
| 农学院   | 分设于鲁溪乡玉皇阁、吉里村关圣宫、洋潦营风台寺等处                                                            |
| 医学院   | 分设于小西城关圣宫、三教寺、县城南门外火龙庙、县城南门楼、小李村下寺、城内玉观楼、城西土主庙等处              |
| 法学院   | 分设于澄江县属第二区和备乐村两处，共用庙宇10间                                                                |
| 师范学院 | 分设于成内玉皇阁、建设局、极乐寺及北门外五灵庙等4处                                                           |

#### 师生情况
澄江复课之初，国立中山大学各院系共有教职员245人、学生1736人。在澄江期间，因校长邹鲁未到学校理事，许崇清就任代校长。
中大在澄江期间虽然条件艰苦，但是依然吸引了一批著名学者前来任教，例如音乐家马思聪、经济学家黄元彬、教育家崔载阳、文学家吴康、内科专家叶少芙、图书馆学家杜定友等。

### 坪石时期

#### 师生情况
坪石时期，国立中山大学学生规模大幅度恢复。截止至1942年底，中大共有学生4197人；自1940年底至1945年初，中大在坪石办学的4余年间累计培养学生近2万人。
中大在坪石办学期间，为弥补师资短缺，校长许崇清聘请了哲学家李达、文俗学家钟敬文、经济学家王亚南等学者来校任教。此外，学术交流活动也正常开展，历史学家陈寅恪、杨东莼，美国地理学家葛德石等中外学者先后来中大讲学。

## 抗日活动
在1938年广州沦陷前，中大师生就已经投入了抗日救亡运动。1931年九一八事变后，部分中大师生成立“中大反日会”。1932年上海一二八事变后，中大与广州各校学生于2月29日上街游行示威，并绝食一天，将节省的膳食费捐赠给十九路军。
1935年12月12日，中大3000余名学生为声援一二九运动举行抗日示威游行。1935年12月31日，中大与广州其他学校联合举行第二次抗日示威游行，并推选中大学生会主席曾振声等六人向国民政府西南政务委员会请愿。1936年1月9日，中大与广雅中学、执信中学等校学生一万多人再次进行抗日示威游行。

1937年卢沟桥事变后，一些中大学生直接参加国民革命军并奔赴前线。在中大校园内，则先后成立了御侮救亡工作团、抗敌后援工作团、抗战教育实践社、战地服务团、抗日先锋队等二十余个社团，分别在广东各地发通过演出话剧、分发宣传单册等形式宣传抗战，或向海外募捐金钱、药品以支援抗战。其中，国立中山大学战地服务团（校长邹鲁为名誉团长，邹鲁夫人梁定慧为团长）于1938年2月北上到武汉慰问慰劳抗日将士，随后又先后到郑州、开封、台儿庄、徐州、潼关、西安、洛阳、南阳、许昌等多地进行伤兵救护、抗日宣传等服务。
1944年，中共广东（粤北）省委、中大地下党动员200余名中大中共党员和学生，穿越日占区，参加中共领导的东江纵队和其他地方政权工作。

## 伤亡与损失

### 校产损失
国立中山大学在日军侵华及学校西迁中损失惨重。根据国民政府教育部编制的《抗战以来公私立专科以上学校财产损失统计表》，国立中山大学财产损失数额居全国各公私立大学之首。

### 图书损失
日本侵华之前，国立中山大学图书馆的规模为全国第二，约有图书37万册。在西迁之前，国立中山大学石牌校本部和文明路校区受到日军机多次轰炸，导致大量藏书被毁。1938年中大撤离广州后，石牌校本部又成为日军的司令部，导致近20万册未能转移的图书被日军侵占。1945年坪石沦陷后，中大在突围中又损失大量图书。因此，整个抗战期间，中大图书馆损失图书杂志共计超过26万册。中大复员广州后，仅存图书4万5千册。